# ماري فريث

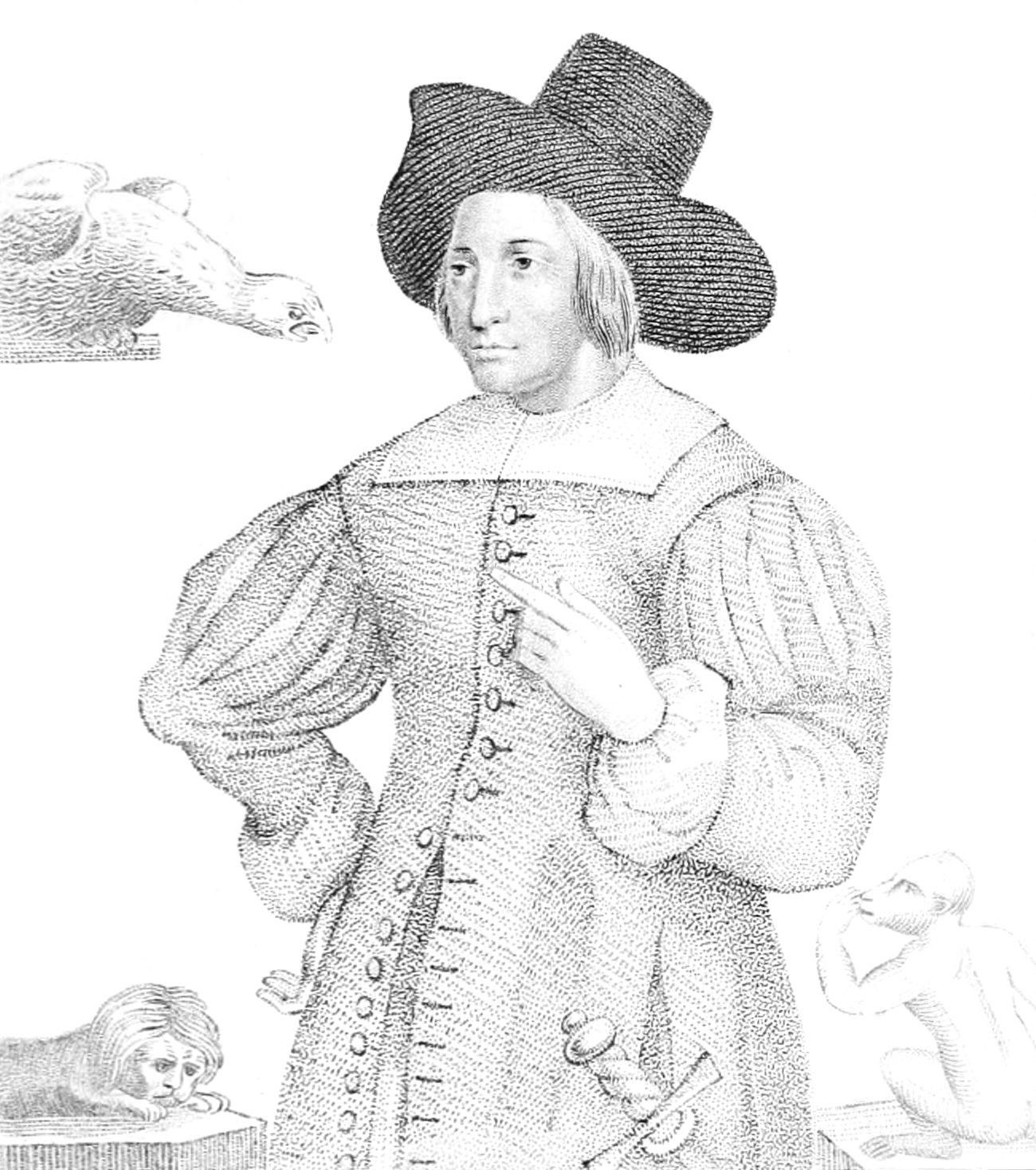
ماري فريث (1584– 26 تموز 1659).

ماري فريث (بالإنجليزية: Mary Frith)‏ (1584– 26 تموز 1659)، المعروفة أيضًا باسم مول كوتبيرس، كانت نشالًة إنجليزيًة سيئة السمعة وسياجًا للعالم السفلي في لندن.

## معنى الألقاب
كانت مول، بصرف النظر عن كونه لقبًا لماري، اسمًا شائعًا في القرنين السادس عشر والسابع عشر للنساء الشابات، وعادة ما تكون ذات شخصية سيئة السمعة.  يشير مصطلح "كوتبيرس" إلى سمعتها باعتبارها لصًة تسرق المحافظ لأخذ محتوياتها.
عُرفت باسم آخر، "الفتاة الزائرة" مشتق من اتجاه لندن الحديث المبكر المتمثل في "الأولاد الزائرين"، أو الشباب العدوانيين من الدرجات الاجتماعية الدنيا الذين تحدوا قواعد التحضر وقلدوا الأساليب العدوانية والبلاطية في المجتمع. 

## حياتها الغريبة
هنالك الكثير من المبالغات والأساطير المرتبطة باسمها. ساعدت حياة السيدة ماري فريث، وهي سيرة ذاتية مثيرة كتبت عام 1662،  بعد ثلاث سنوات من وفاتها، على إدامة الكثير من هذه الأساطير.
ولدت ماري فريث في منتصف ثمانينيات القرن السادس عشر لأب صانع أحذية وربة منزل. حاول عم ماري، الذي كان وزيرًا وشقيق والدها، ذات مرة إصلاحها في سن مبكرة بإرسالها إلى نيو إنجلاند. لكنها قفزت من على متن السفينة قبل أن تبحر السفينة، ورفضت الاقتراب من عمها مرة أخرى.  قدمت ماري نفسها علنًا مرتدية سروالًا مزدوجًا وفضفاضًا، وكانت تدخن الغليون وتؤدي الشتائم إذا رغبت في ذلك. تم تسجيلها على أنها أحرقت يدها أربع مرات، وهي عقوبة شائعة للصوص. في شباط 1612 حُكم عليها واقفة في ملاءة بيضاء عند صليب القديس بولس خلال خطبة صباح يوم الأحد.  ولم يكن لذلك تأثير يذكر، لأنها كانت لا تزال ترتدي ملابس الرجال، ووضعت المرايا في جميع أنحاء منزلها لإضفاء لمسة جمالية على غرورها. كان منزلها أنثويًا بشكل مدهش، وذلك بفضل جهود خادماتها الثلاث المتفرغات. لقد احتفظت بالببغاوات وقامت بتربية كلب. كانت كلابها مميزة بشكل خاص بالنسبة لها: كان لكل منها سرير خاص به وملاءات وبطانيات، حتى أنها أعدت طعامهم بنفسها. 
يُعتقد أنها برزت لأول مرة في عام 1600 عندما تم اتهامها في ميدلسكس بالسرقة في 26 آب 1600. في تلك المرحلة بدأت تكتسب الشهرة. وفي السنوات التالية تم كتابة مسرحيتين عنها.
أولاً دراما عام 1610مقالب مادي في ميرسي مول في بانك سايد (بالإنجليزية: The Maddie Pranks of Mercy Mall of the Bankside)‏ بقلم جون داي، والتي نصها مفقود الآن. نجت مسرحية أخرى جاءت بعد عام من تأليف توماس ميدلتون وتوماس ديكر، الفتاة الزائرة. ركز كلا العملين على سلوكها الفاضح، لا سيما ارتداء ملابس الرجال.  الفتاة الزائرة ، بينما سلطت الضوء على صفاتها التي اعتبرت غير لائقة، صورتها أيضًا على أنها تمتلك الفضيلة، كما هو الحال عندما تهاجم شخصية ذكورية لافتراضها أن جميع النساء عاهرات، وعندما تظهر العفة برفضها الزواج أبدًا. 
ومع ذلك، يبدو أن ماري قد مُنحت قدرًا لا بأس به من الحرية في مجتمع يستهجن النساء اللاتي يتصرفن بشكل غير تقليدي. في عام 1611، أدت فريث (في ملابس الرجال) في مسرح فورتشن. على المسرح كانت تمزح مع الجمهور وتغني الأغاني وهي تعزف على العود. بمجرد أدائها علنًا كانت تتحدى التقاليد. 
ذات مرة، راهن رجل استعراضي يُدعى ويليام بانكس على ماري بمبلغ 20 جنيهًا إسترلينيًا بأنها لن تركب من تشارينغ كروس إلى شورديتش وهي ترتدي زي رجل. لم تفوز بالرهان فحسب، بل ركبت وهي تتباهى باللافتة وتنفخ بالبوق أيضًا. كما أنها ركبت ماروكو، وهو حصان مشهور. 
أدت مثل هذه الإجراءات العامة إلى بعض الأعمال الانتقامية. تم القبض على فريث لارتدائها ملابس غير محتشمة في 25 كانون الأول 1611 واتُهمت بالتورط في الدعارة. في 9 شباط 1612، طُلب من ماري أن تقوم بالتكفير عن "حياتها الشريرة" عند صليب القديس بولس. 
تزوجت من ليونكر ماركهام (ربما ابن الكاتب المسرحي جيرفاس ماركهام ) في 23 آذار 1614. لقد زُعم أن الزواج لم يكن أكثر من مجرد تمثيلية ذكية. تظهر الأدلة أنه تم التعاقد على الأمر برمته لمنح فريث ردًا مضادًا عندما أشارت إليها الدعاوى المرفوعة ضدها على أنها "العانس".  
اتضح أن المجتمع لديه سبب لرفضه لها؛ بحلول عشرينيات القرن السادس عشر، كانت تعمل كسياج وقوادة. فهي لم تشترِ الشابات للرجال فحسب، بل حصلت أيضًا على عشاق ذكور لزوجات الطبقة المتوسطة. في إحدى المرات كان هنالك اعتراف من زوجة وهي على فراش الموت بخيانتها (عن طريق العشاق الذين وفرتهم لها ماري).
من المفترض أن ماري قد أقنعت عشاق المرأة بإرسال أموال لإعالة الأطفال الذين ربما كانوا أطفالهم. من المهم أن نلاحظ أنه في ذلك الوقت، كانت النساء اللاتي يرتدين ملابس الرجال بشكل منتظم يُنظر إليهن عمومًا على أنهن "مشاغبات جنسيًا وغير منضبطات"، لكن ماري ادعت أنها غير مهتمة بالجنس.
تم تسجيل إطلاق سراحها في 21 تموز 1644 من مستشفى بيتلم بعد شفائها من الجنون،  والتي قد تكون مرتبطة أو لا تكون مرتبطة بالقصة (المحتملة) التي تقول إنها سرقت الجنرال فيرفاكس وأطلقت النار على ذراعه أثناء الحرب الأهلية. قيل إنها للهروب من المشنقة وسجن نيوجيت دفعت رشوة قدرها 2000 جنيه إسترليني. 
توفيت بسبب الاستسقاء في 26 حزيران 1659 في شارع فليت في لندن.

## الصورة والجنس
الطريقة التي كانت ترتدي بها فريث وتتحدث تتحدى القواعد الأخلاقية في عصرها.  لقد تم اعتبارها "أول مدخنة في إنجلترا"  وتظهر معظم صورها وهي تدخن الغليون، وهو الأمر الذي كان يُنظر إليه على أنه شيء يفعله الرجال فقط خلال فترة وجودها. كما صوره مسرح تلك الحقبة، لم يكن تدخين التبغ ممتعًا للنساء.  
استمتعت فريث بالاهتمام الذي لفتته، حيث كانت طرقها المسرحية تهدف إلى إحداث مشهد وجعل الآخرين غير مرتاحين.  في أحد عروضها في لندن، لعبت فريث في تناقض صارخ مع البطلات الأخريات. وبينما ناقشت النساء الأخريات أدوارهن كزوجات أو خادمات، ظهرت فريث كتمثيل سلبي للحرية. من خلال ارتداء الملابس المغايرة وكسر الحدود الاجتماعية، ومن خلال حصولها على الحرية، ظهرت على أنها فقدت الصفات التي جعلتها امرأة. كان المقصود من عرضها هذا إظهارها كمخلوق مختلف تمامًا، لا يمتلك المعايير التي يجب على المرأة أن تتمسك بها أو ترغب في الاحتفاظ بها. أدت هذه السلوكيات، التي استمرت في حياتها اليومية، إلى عقابها في شباط 1611، عندما أُجبرت على أداء الكفارة العلنية. 

## الروابط الخارجية
- حياة ووفاة السيدة ماري فريث